# Libanasa parvula
Libanasa parvula är en insektsart som beskrevs av Heinrich Hugo Karny 1929. Libanasa parvula ingår i släktet Libanasa och familjen Anostostomatidae. Inga underarter finns listade i Catalogue of Life.